# Яблунівка (Синельниківський район)
Яблуні́вка — село в Україні, в Синельниківському районі Дніпропетровської області. Входить до складу Маломихайлівської сільської громади. Населення становить 20 осіб.

## Географія
Село Яблунівка знаходиться біля витоків річки Суха Чаплина, на відстані 1,5 км від селища Просяна. Через село проходить автомобільна дорога Т 0406, поряд проходить залізниця, станція Просяна за 3 км.

## Історія
Село заснували безземельні селяни сусідніх районів та назвали його Новоселівкою. У районі існувало село з такою назвою, тому місцева влада перейменувала його на Яблунівку — у садах збирали великі врожаї яблук.
До 2016 року було підпорядковане Маломихайлівській сільській раді.

## Населення

### Мова
Розподіл населення за рідною мовою за даними перепису 2001 року:
| Мова       | Кількість | Відсоток |
| ---------- | --------- | -------- |
| українська | 20        | 100%     |